# Anastasia Beverly Hills
Anastasia Beverly Hills, també coneguda com ABH, és una empresa de cosmètics estatunidenca, coneguda especialment pels seus productes per a les celles.
La companyia va ser fundada l'any 1997 per Anastasia Soare, d'origen romanès, a Beverly Hills, Califòrnia. La filla de Soare, Claudia Soare, també coneguda com Norvina, és la presidenta de la companyia. El 2018, es va informar que l'empresa tenia un valor de 3.000 milions de dòlars i que tenia més de 200 milions de dòlars d'ingressos operatius.

## Història
Anastasia Beverly Hills va ser fundada el 1997 per Anastasia Soare quan va obrir un famós saló a Beverly Hills. La primera línia de productes de la companyia es va llançar el 2000. La marca s'ha fet famosa pels seus productes per a celles i per introduir un nou mètode de retoc de celles als clients. El mètode pretén trobar l'equilibri, la simetria i la bellesa mitjançant la creació d'arcs que emmarquin perfectament qualsevol fisonomia facial.
Des del seu llançament, Anastasia Beverly Hills ha crescut fins a vendre més de 485 productes a més de 2.000 botigues i a més de 25 països de tot el món.